# Zameczna (góra)
Zameczna (niem.  Burgberg ), 618 m n.p.m. – wzniesienie w południowo-zachodniej Polsce, w Sudetach Środkowych, w północno-zachodniej Gór Sowich.
Wzniesienie położone na obszarze Parku Krajobrazowego Gór Sowich w północno-zachodniej części Gór Sowich, na północno-zachodniej ich krawędzi około 2,5 km na północ od centrum Kamionek.
Kopulaste wzniesienie o zróżnicowanej rzeźbie i ukształtowaniu oraz stromych zboczach z wyrazistą wydłużoną częścią szczytową. Wznosi się końcowym odcinku w długiego bocznego grzbietu odchodzącego od Wielkiej Sowy w kierunku północno-wschodnim, pomiędzy Kotłem na południowym zachodzie a kończącym, grzbiet Forteczną na północnym wschodzie, który stromo opada do linii sudeckiego uskoku brzeżnego. Wzniesienie wyraźnie wydzielają wykształcone górskie doliny: od północnego zachodu dolina Kłomnicy i Dolina Kamionkowska od południowego –wschodu. Od wzniesienia Kocioł, położonego po zachodniej stronie oddzielone jest małym płytko wciętym siodłem. Wzniesienie zbudowane z prekambryjskich gnejsów i migmatytów. Zbocza wzniesienia pokrywa niewielka warstwa młodszych osadów z okresu zlodowaceń plejstoceńskich. Cała powierzchnia wzniesienia łącznie z partią szczytową porośnięta jest lasem bukowo-świerkowym regla dolnego ze znaczną domieszką brzozy, sosny, jarzębiny i modrzewia. Zachodnim zboczem trawersują liczne drogi leśne, a grzbietem prowadzi ścieżka (miejscami droga) stanowiąca dogodną, nie znakowaną i mało uczęszczaną trasę na Wielką Sowę z Rościszowa i Pieszyc. W przeszłości był to popularny szlak turystyczny. U podnóża wzniesienia, po południowej stronie położona jest miejscowość Kamionki. Położenie wzniesienia, kształt oraz płaski rozciągnięty szczyt czynią wzniesienie rozpoznawalnym w terenie.

## Inne
- Wzniesienie w przeszłości nosiło nazwę: Burgsberg.

## Ciekawostki
- Na wzniesienia w przeszłości prowadzone były roboty górniczo poszukiwawcze.